# Bugs rappelle l'Histoire
Pour plus de détails, voir Fiche technique et Distribution.
Bugs rappelle l'Histoire (Yankee Doodle Bugs) est un dessin animé Looney Tunes réalisé par Friz Freleng en 1954 mettant en scène Bugs Bunny et son neveu Clyde Bunny.

## Synopsis
Clyde est allongé sur le sol à faire ses devoirs d’histoire pour un examen à l’école, grattant des dates importantes dans l’histoire et se confondre. Après quelques instants, il s’écrie : « J’abandonne ! ». Son oncle Bugs lui propose de l’aider et continue à lui raconter comment les lapins ont fait l’histoire américaine.
Dans le premier segment, dans un échange de terres avec les Indiens d’Amérique, Bugs explique que Manhattan n’était pas la ville animée que vous voyez aujourd’hui, mais était plutôt remplie de tipis indiens. Bugs explique que la statue de la Liberté était « ... juste un peu goil (fille) à l’époque ».
Dans le deuxième segment, Bugs interagit avec Benjamin Franklin le jour où Franklin a découvert l’électricité. « Quoi de neuf, Benny ? » Bugs demande. Ben déclare : « J’essaie de découvrir l’électricité », et demande à Bugs s’il peut s’occuper de son cerf-volant (avec une clé attachée dessus, naturellement), et qu’il doit sortir « ... ye first edition of The Saturday Evening Post », alors il tend sa ficelle de cerf-volant à Bugs pour s’en occuper jusqu’à ce qu’il revienne. Bugs voit un nuage orageux approche, la foudre frappe le cerf-volant et voyage le long de la corde et l’électrocute. Ben court en arrière, ramasse Bugs qui clignote et s’allume comme une ampoule, s’exclamant « J’ai découvert l’électricité! J’ai découvert l’électricité ! » Bugs regarde la caméra et dit : « Heh ... Il a découvert l’électricité ! »
Dans le troisième segment, Bugs explique à Clyde sur le Boston Tea Party. Le roi est vu approchant un travailleur dans le Royal Tea Warehouse à Boston. Avec une boîte de clous à la main, il ordonne au travailleur de « répandre ces clous sur le thé du Colonist ». Quand l’ouvrier explique : « Mais Votre Majesté, ce sont des punaises de tapis », le roi jette les punaises partout dans un accès de folie et s’exclame : « Eh bien, ce sont des punaises de thé maintenant ! » Bugs explique à Clyde que les colons ont refusé de boire leur thé avec des punaises et c’est ainsi que l’armée a été formée.
Dans le quatrième segment, George Washington reçoit une lettre dans la boîte aux lettres, l’ouvre et s’exclame : « Gadzooks! J’ai été rédigé ! » On le voit alors courir à cheval au Candy Shoppe, où il dit à Martha qu’elle devra s’occuper seule des magasins de bonbons , pendant qu’il part pour la guerre. Il se précipite ensuite hors de l’écran en criant « Charge ! »
Dans le cinquième segment, Bugs est vu s’approchant de la maison de Betsy Ross où elle coud un drapeau américain (sans doute après plusieurs tentatives de conception a échoué, c’est la première itération du drapeau - il a les 13 bandes de colonie rouge et blanc et champ bleu). Il dit : « Hiya Bets - comment va le drapeau ? » Elle ouvre le drapeau qui l’affiche et lui demande : « Comment ça se passe, M. Bunny ? »mais Bugs fait un commentaire à Betsy que quelque chose manque dans le champ bleu.(Notez le panneau à la porte d’entrée qui dit: « Surveillez votre étape - Geo.Washington a glissé ici »). Faisant des allers-retours en pensant à ce qui peut aller dans le champ bleu, Bugs marche sans le savoir sur un râteau et la poignée le frappe à la tête, formant un cercle d’étoiles autour de sa tête. Il regarde alors Betsy et demande: « Hey Betsy, est-ce que cela vous donne une idée-r? »Betsy est d’accord, et commence à coudre les étoiles dans l’espace bleu sur le drapeau. C’est ainsi que les lapins ont contribué à la formation du drapeau américain.
Le sixième segment a l'ennemi prenant d'assaut Bunker Hill. Bien sûr, un canon est pointé directement sur eux, et dès qu'ils s'approchent suffisamment, le canon explose surprenant l'ennemi, qui se retourne et marche dans la direction opposée, leurs uniformes et leurs armes en lambeaux.
La bataille de Valley Forge est le septième segment, où Bugs explique les difficultés endurées, y compris six pieds de neige et des températures glaciales. Un wagon de crème glacée est vu conduire à travers la neige en jouant Yankee Doodle, et est immédiatement tiré sur et explose. Le camion pratiquement détruit fait demi-tour dans la direction opposée et roule hors scène.
Le dernier segment s'ouvre avec Bugs expliquant « La flotte ennemie était toute embouteillée », montrant deux navires dans une bouteille dans un port, puis montre Bugs dirigeant un bateau à moteur à travers la rivière Delaware avec George Washington.
Après que Bugs raconte à Clyde tous ces événements historiques importants, la cloche de l'école est entendue au loin et Bugs le précipite à l'école en disant : « Et n'oublie pas ce que je t'ai dit ! » Plus tard dans la journée, Clyde rentre à la maison avec un regard en colère sur son visage et Bugs lui demande : « Eh bien, Clyde! Comment avez-vous fait votre examen d'histoire ? » Clyde met une « casquette de débile » sur sa tête et demande : « Est-ce que CELA répond à votre question ?! »

## Distribution

### Voix originales
- Mel Blanc : Bugs Bunny / Clyde Bunny

### Voix françaises

#### 1erdoublage
- Guy Piéraud : Bugs Bunny
- Pierre Trabaud : Clyde Bunny

#### 2edoublage
- Gérard Surugue : Bugs Bunny
- Patricia Legrand : Clyde Bunny